# Dikbekmiervogel
De dikbekmiervogel (Clytoctantes alixii) is een zangvogel uit de familie Thamnophilidae (miervogels). Het is een bedreigde vogelsoort uit het grensgebied tussen noordelijk Colombia en noordwestelijk Venezuela. Deze vogel is genoemd naar de Franse zoöloog Édouard Alix (1823-1893).

## Kenmerken
De vogel is 16,5 cm lang. Het is een plompe miervogel met een korte staart en een eigenaardige, dikke snavel waarvan de ondersnavel omhoog gebogen is. De vogel heeft ook forse poten en lange tenen. Het mannetje is donker leigrijs met zwart rond het oor, op de keel en borst. Het vrouwtje is warm bruin.

## Verspreiding en leefgebied
Tussen de ontdekking rond 1870 en 1950 waren er waarnemingen onder andere in het dal van de rivier de Magdalena in
Colombia. Tussen 1965 en 2004 waren er geen observaties meer en leek de vogel uitgestorven. In april 2004 werd de vogel herontdekt in de Sierra de Perijá in Venezuela. Het grensgebied is lastig toegankelijk voor vogelonderzoek door de activiteiten van drugsmokkelaars en paramilitairen.
Het leefgebied bestaat uit dichte ondergroei in heuvellandbos, vooral oud secundair bos, tussen de 185 en 1750 m boven zeeniveau.

## Status
De dikbekmiervogel heeft een beperkt verspreidingsgebied en daardoor is de kans op uitsterven aanwezig. De grootte van de populatie werd in 2012 door BirdLife International geschat op 150 tot 700 volwassen individuen en de populatie-aantallen nemen af. Het leefgebied wordt al sinds de achttiende eeuw aangetast door ontbossing waarbij natuurlijk bos wordt omgezet in gebied voor agrarisch gebruik en menselijke bewoning. Verder zijn er plannen voor de aanleg van een stuwdam die een deel van het leefgebied onder water zal zetten. Om deze redenen staat deze soort als bedreigd op de Rode Lijst van de IUCN.